# Guzaarish
Guzaarish (Hindi: गुज़ारिश, Inglés: Request, Español: Solicitud) es una película de 2010 dirigida por Sanjay Leela Bhansali, protagonizada por Hrithik Roshan y Aishwarya Rai.
La película es producida por Sanjay Leela Bhansali y Ronnie Screwvala producida por SLB Films y UTV Motion Pictures.
La primera mirada de Guzaarish fue lanzada el 23 de septiembre de 2010. La película fue lanzada el 19 de noviembre de 2010. La película recibió varias nominaciones y premios en el país.

## Elenco
- Hrithik Roshan como Ethan Mascarenhas.[5]
- Aishwarya Rai como Sofia D'Souza/Mascarenhas.
- Shernaz Patel como Devyani Dutta.
- Nafisa Ali como Isabel Mascarenhas.
- Aditya Roy Kapoor como Omar Siddique.
- Monikangana Dutta como Estella Francis.
- Suhel Seth como Dr. Nayak
- Rajit Kapoor como Vipin Patel.
- Ash Chandler como Yasser Siddique.
- Vijay Crishna como Juez Rajhansmoni.
- Makarand Deshpande como Neville D'Souza.
- Sanjay Lafont como Padre Samuel.
- Jineet Rath como Pequeño Ethan.
- Parveen Rabbani como Rosy.
- Farida Mistry como Maria.
- Achint Kaur como Saroj Vaidya.
- Swara Bhaskar como Radhika Talwar.
- Shaun Williams como Dick Fernandes.
- Priya Antaram como Pamela Fernandes.
- Derek Affonso como Markz.
- K C Shankar como Asistente de Yasser.